# Tamara Csipes
Tamara Csipes (ur. 24 sierpnia 1989 w Budapeszcie) – węgierska kajakarka, mistrzyni olimpijska, ośmiokrotna mistrzyni świata, sześciokrotna mistrzyni Europy, złota medalistka igrzysk europejskich.

## Igrzyska olimpijskie
W 2016 roku na igrzyskach olimpijskich w Rio de Janeiro zdobyła złoty medal w zawodach czwórek na dystansie 500 metrów. W składzie drużyny były także: Gabriella Szabó, Danuta Kozák i Krisztina Fazekas. W finale były szybsze od Niemek i Białorusinek.